# I型インターフェロン

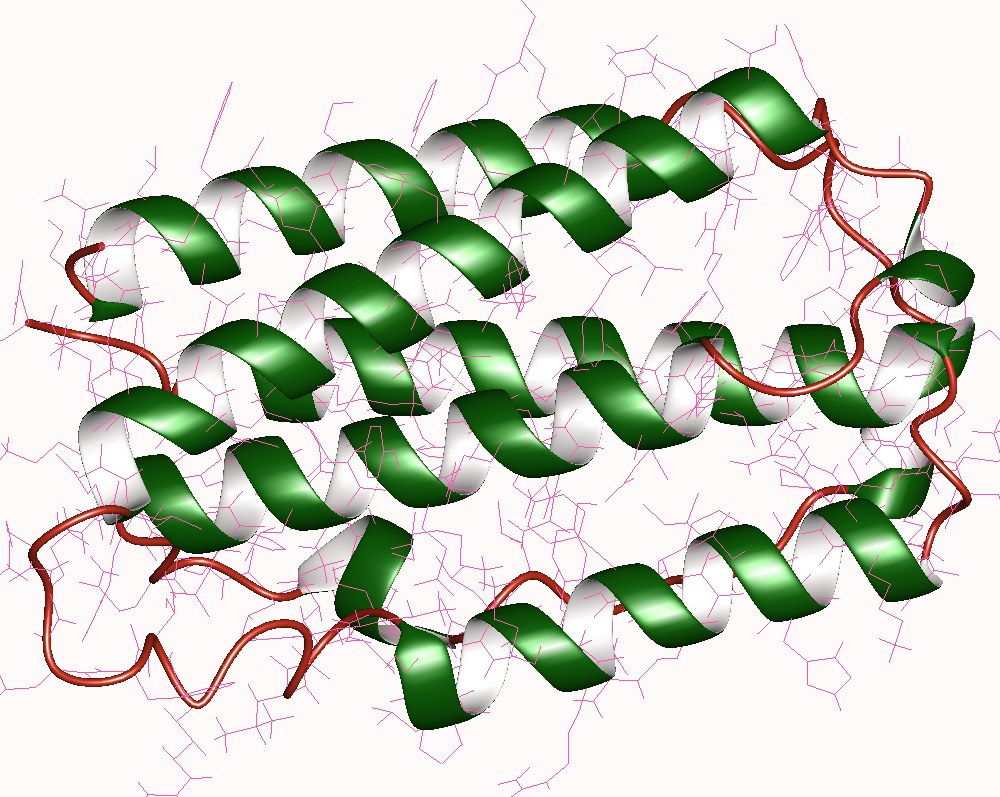
interferon beta, Human.

I型インターフェロン（いちがた―）（英：type I interferon）とは、インターフェロンファミリーのうち、インターフェロンα（IFN-α）とインターフェロンβ（IFN-β）などを含めた総称で、ウイルス感染で誘導される抗ウイルス系のサイトカインである。「I型」という名前は、免疫系の細胞によって分泌されマクロファージを活性化するII型インターフェロン（IFN-γ）などと区別するための呼称であるが、一般に「インターフェロン」というとI型インターフェロンのことを指す。インターフェロン自体は、あるウイルスを感染させた細胞に別のウイルスを感染させると、後から感染させたウイルスの増殖が抑えられる「ウイルス干渉」と呼ばれる現象における干渉物質として見つかったものである。

## 機能
I型インターフェロンの主な機能としては、
- (1)ウイルス複製を抑制することで、細胞のウイルス抵抗性を上昇させる
- (2)ウイルス非感染細胞のMHCクラスI分子の発現を増加させ、NK細胞の攻撃から保護する
- (3)NK細胞を活性化させてウイルス感染細胞を除去する

という3つである。
まず、I型インターフェロンが細胞に結合すると、(2'-5')オリゴアデニル酸合成酵素系とプロテインキナーゼ系が活性化する。(2'-5')オリゴアデニル酸合成酵素系（2-5AS系）では、通常3'-5'の形で結合しているATPを2'-5'結合オリゴマーに重合させることでエンドヌクレアーゼであるRNaseLを活性化しウイルスのmRNAを分解する。一方プロテインキナーゼ系では、翻訳開始因子 eIF2α（eIF2S1）をリン酸化することでウイルスペプチド鎖の合成開始を阻止する。この他にもインターフェロンは抗ウイルス活性を示す遺伝子を誘導する。その遺伝子の1つとしてMxA（myxovirus resistance A）がある。MxAはウイルス感染細胞におけるアポトーシスの促進とウイルス増殖の抑制を促すが、これはMxAが小胞体ストレスを起こすことによるものだと考えられている。上で述べたような直接的な抗ウイルス活性の他に、I型インターフェロンはウイルス非感染細胞のMHCクラスI分子の発現を高めることでNK細胞から正常細胞を保護している。というのも、NK細胞はウイルスによってMHCの発現が抑制されたり、立体配座（コンフォメーション）を変更させられたMHCを持つ細胞を攻撃する一方で正常のMHCクラスI分子を持っている細胞に対してはNK細胞に抑制性のシグナルが入り攻撃を行わないからである。この一方で、I型インターフェロンはNK細胞を活性化する役割も担っている。ここで活性化されたNK細胞はウイルス感染細胞を除去するとともにインターフェロンγ（IFN-γ）を放出することでT細胞依存性の細胞傷害を誘導する。

## インターフェロン放出までのシグナル
I型インターフェロンの発現は主としてウイルスが作る2本鎖RNA（dsRNA）をエンドソーム内のTLR3や細胞中のRIG-IやMDA5が認識することにより誘導される。TLR3は病原体のタイプを認識するToll様受容体（Toll-like receptor）の1つでエンドソームの膜上に存在し、2本鎖のRNAを認識するとアダプター分子のTRIFを介してインターフェロン制御因子（interfron regulatory factor: IRF）の1種であるIRF3とIRF7を活性化する。ただ、ウイルスのRNAの合成は細胞質内で行われるのでエンドソーム上に受容体があるよりも細胞質内にウイルスRNAを感知できる分子があった方が合理的である。実際そのような役割を担っているのがRIG-I（retinoic acid-inducible gene-I）とMDA5（melanoma differentiation-associated antigen 5）である。これら2つの分子はともに2本鎖RNAに結合するためのRNAヘリカーゼ様ドメインと次の分子にシグナルを伝えるためのCARDドメインを持つ。RIG-IやMDA5が2本鎖RNAに結合すると同じCARDドメインを持つCARDIF（CARD adaptor inducing IFN-β）を介してIRF3やIRF7を活性化しインターフェロンα、インターフェロンβの産生を促す。

## インターフェロン放出後のシグナル
I型インターフェロンのシグナルはJAK/STAT系と呼ばれる形で伝えられる。これはまず、インターフェロンがその受容体であるIFNARに結合すると、その近くにある非受容体型チロシンキナーゼのJAK（ヤヌスキナーゼ）がリン酸化されることで活性化する。次に活性化したJAKがSTAT（シグナル伝達兼転写活性化因子）をリン酸化する。そしてリン酸化されたSTATは二量体を形成し核内に移行して標的遺伝子の転写を活性化するのである。